# Haunted Gold
Haunted Gold è un film del 1932 diretto da Mack V. Wright.
È un film western statunitense con elementi thriller che vede come interprete principale John Wayne.
Haunted Gold è il remake di The Phantom City del 1928.

## Trama
John Mason e Janet Carter ricevono una lettera anonima che li invita a recarsi in una città fantasma che ospita una miniera abbandonata. Lì stringono amicizia e cercano di scoprire il motivo per cui hanno ricevuto quelle lettere. Presto si ritrovano nel mirino di Joe Ryan e della sua banda, alla ricerca dell'oro nascosto nella miniera abbandonata. Vengono aiutati dal misterioso Fantasma della miniera, che ha i suoi piani.

## Produzione
Il film, diretto da Mack V. Wright su una sceneggiatura di Adele S. Buffington, fu prodotto da Leon Schlesinger e Albert S. Rogell (associato) per la Warner Bros. Pictures e girato nell'Iverson Ranch e nel ranch di Lasky Mesa a Los Angeles, a Sonora e nel Warner Ranch, Calabasas, in California, e a Yuma, in Arizona.

## Distribuzione
Il film fu distribuito negli Stati Uniti dal 17 dicembre 1932 al cinema dalla Warner Bros. Pictures.
Alcune delle uscite internazionali sono state:
- nel Regno Unito nel maggio del 1933
- in Finlandia il 14 maggio 1933
- in Francia nel 1951 (Le fantôme)
- in Germania (Gejagtes Gold)
- in Brasile (Ouro Mal Assombrado)
- in Grecia (Stoiheiomenos hrysos)
- in Italia (Haunted Gold)

## Promozione
La tagline è: "FIGHTING TO THE FINISH Mile High in the Sky!".